# Krakelire
Krakelire (od francuskog craquelé) su fina mreža malih pukotina koje nastaju na površini raznih materijala. Termin se najčešće rabi u odnosu na slike i keramiku.

## Krakelire na keramici
Suvremena industrija ukrasa koristi tehniku krakelira na raznim materijalima poput keramike, stakla i željeza. Postoje razni gotovi proizvodi koji se koriste u izradi imitiranih krakelira. Postoje i računalni programi za stvaranje krakelira na digitalnim fotografijama.

## Krakelira na bojama
Normalno je da karakelire nastanu na boji koja stari. To se koristi kod identifikacije krivotvorenih starih slika, jer se krakelire teško krivotvore.

### Autentične krakelire
Autentične krakelire javljaju se zbog sušenja boje,ista postaje sve manje elastična te se steže. Kod slika na platnu, platno se vremenom opušta te više ne može podnositi istezanje. Boja u središtu slike najmanje je ispucana dok je ona uz rubove više i jače ispucana. Uzorak pucanja zavisi o tome gdje,kada i pod kojim je uvjetima slika nastala.Naprsline nastale zbog istezanja ili opuštanja platna razlikuju se u odnosu na one nastale sušenjem ili starenjem boje.Boja puca tamo gdje je najizloženija stresu,i gdje je isti veći od točke loma obojenog sloja,te obično puca pod pravim kutom u odnosu na smjer zatezanja. Stres je u kutovima približno dvostruko veći nego u centru. Postoje i razlike u uzorku prskanja pa možemo govoriti o krakelirama tipičnim za francusko,nizozemsko ili talijansko slikarstvo.

### Inducirane krakelire
Namjerno izazvane krakelire daju keramičkim predmetima te namještaju antikni izgled.Efekt nastaje kemijskom reakcijom,i rezultira pravilno ispucanom površinom. Uzorak zavisi o debljini nanešenog proizvoda,koji se pomiješa s bitumenom iz Judeje ili uljenom bojom.T